# Svenska gjutareförbundet
Svenska gjutareförbundet var ett svenskt fackförbund inom Landsorganisationen (LO) som bildades 1893 och upphörde 1964 då det uppgick i Svenska metallindustriarbetareförbundet. 

## Historia
- 1874 bildades den första gjutarefackföreningen i Stockholm, men den upphörde efter två år.
- 1888 tillkom Stockholms gjutarefackförening som anslöts sig till Svenska järn- och metallarbetareförbundet och under de följande tre åren bildade även gjutare i Eskilstuna, Helsingborg, Lund, Malmö och Landskrona fackföreningar. Men de hade svårt att hävda sina särintressen inom Järn- och metallarbetareförbundet.
- 1893 tog Stockholms gjutarefackförening initiativ till en kongress där avsikten var att bilda ett homogent gjutareförbund. Och så skedde. Fem avdelningar med 362 medlemmar bildade Svenska gjutareförbundet. Ordförande blev Elof Svensson
- 1896 bildades en resehjälps- och livförsäkringsfond som 1904 ombildades till en a-kassa.
- 1905 drabbades förbundet av en storlockout från Sveriges verkstadsförening som varade från den 10 juni till den 20 november.
- 1909 deltog förbundet i storstrejken.
- 1912 antog LO industriförbundsprincipen och Gjutareförbundet stod under hela sin existens i strid med denna och LO sökte få förbundet att uppgå i Metall.
- 1925 slöts ett avtal om samarbete i avtalsrörelserna med Metall.
- 1937 sades ovannämnda avtal upp, men ett liknande tillkom åter 1943 som innebar att samarbete skulle ske både centralt och lokalt med Metall.
- 1950 hade förbundet 141 avdelningar med 12294 medlemmar.
- 1964 uppgick förbundet i Svenska metallindustriarbetareförbundet.